# Biała Piska

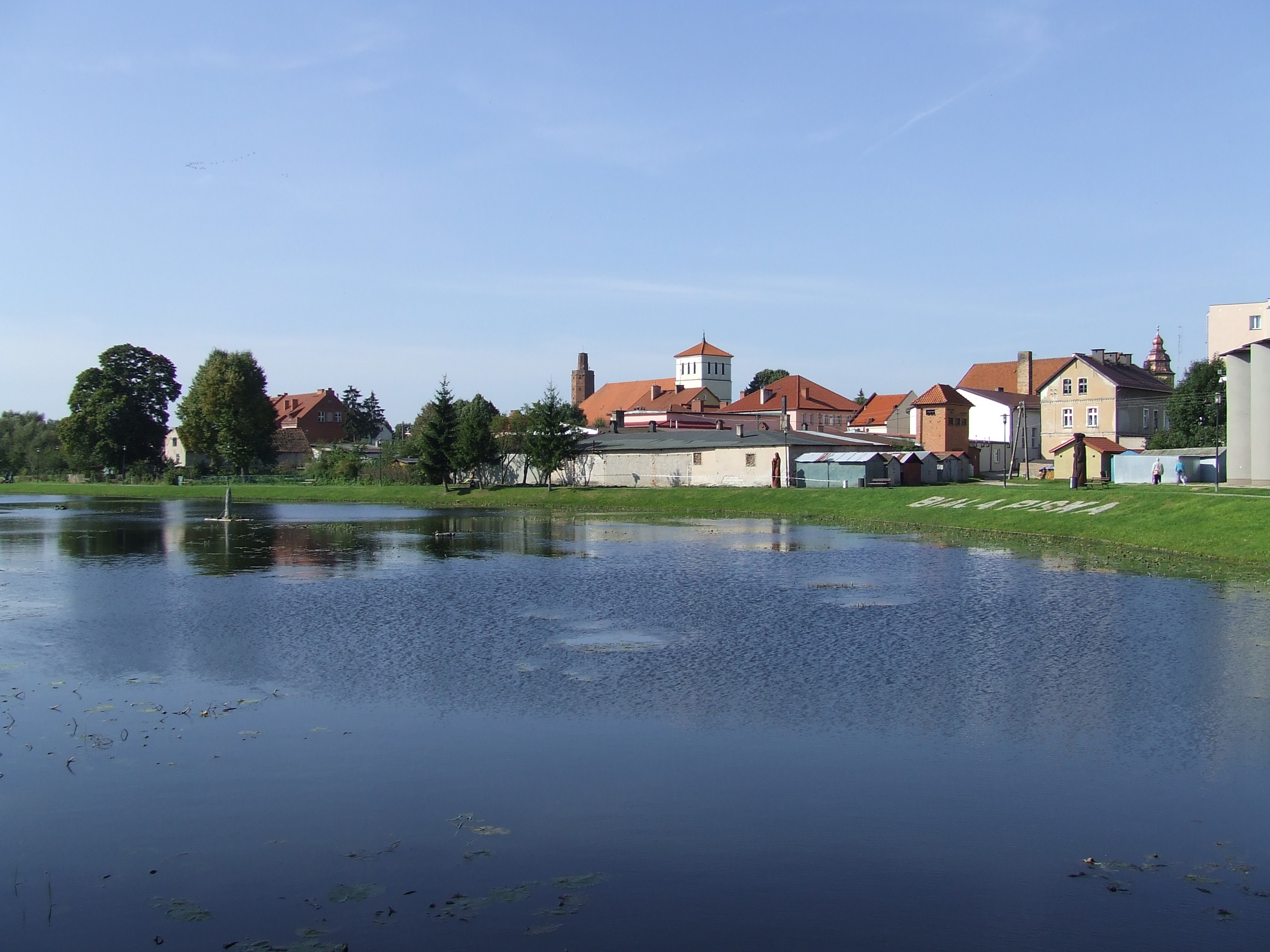
Stadtpanorama (Aufnahme 2017)

Biała Piska [ˈbʲawa ˈpʲiska]ⓘ (deutsch Bialla, 1938–1945 Gehlenburg) ist eine Stadt im Powiat Piski der Woiwodschaft Ermland-Masuren in Polen. Sie ist Sitz der gleichnamigen Stadt-und-Land-Gemeinde mit 11.534 Einwohnern (Stand 31. Dezember 2020).

## Geographische Lage
Bialla, Erholungsort in der Masurischen Seenplatte, liegt im historischen Ostpreußen, ca. 20 km vom Ostufer des Śniardwy (Spirdingsee), des größten Masurensees, entfernt auf 138 m ü. NHN. Im Süden beginnt die Johannisburger Heide (Puszcza Piska) mit ihren ausgedehnten Wäldern.

## Geschichte
Der Ort wurde 1334 als Gailen erwähnt und leitet sich von prußisch „gailis“ (weiß) ab. Der polnische Name Biała ist eine Übersetzung der prußischen Vorlage. 1428 wurde das deutsche Zinsbauerndorf „Auf der Gaylen“ in der Nähe einer Prußenburg gegründet, deren Einwohner um 1480 eine Kirche errichteten. Durch die Nachbarschaft zu Polen entwickelte sich im 16. Jahrhundert ein reger Grenzhandel, und der Ort wuchs schnell an. Zur Mitte des Jahrhunderts waren 38 Bauern und drei Müller vorhanden. Ab 1595 wurden große Ochsenmärkte veranstaltet und 28 Krüger übten ihr Gewerbe aus. 1645 erhielt Bialla das Recht, jährlich vier Jahrmärkte abzuhalten. Als 1656 die Tataren in das Land einfielen, suchten sie auch Bialla heim, plünderten und brandschatzten es. Viele Einwohner wurden getötet oder verschleppt.

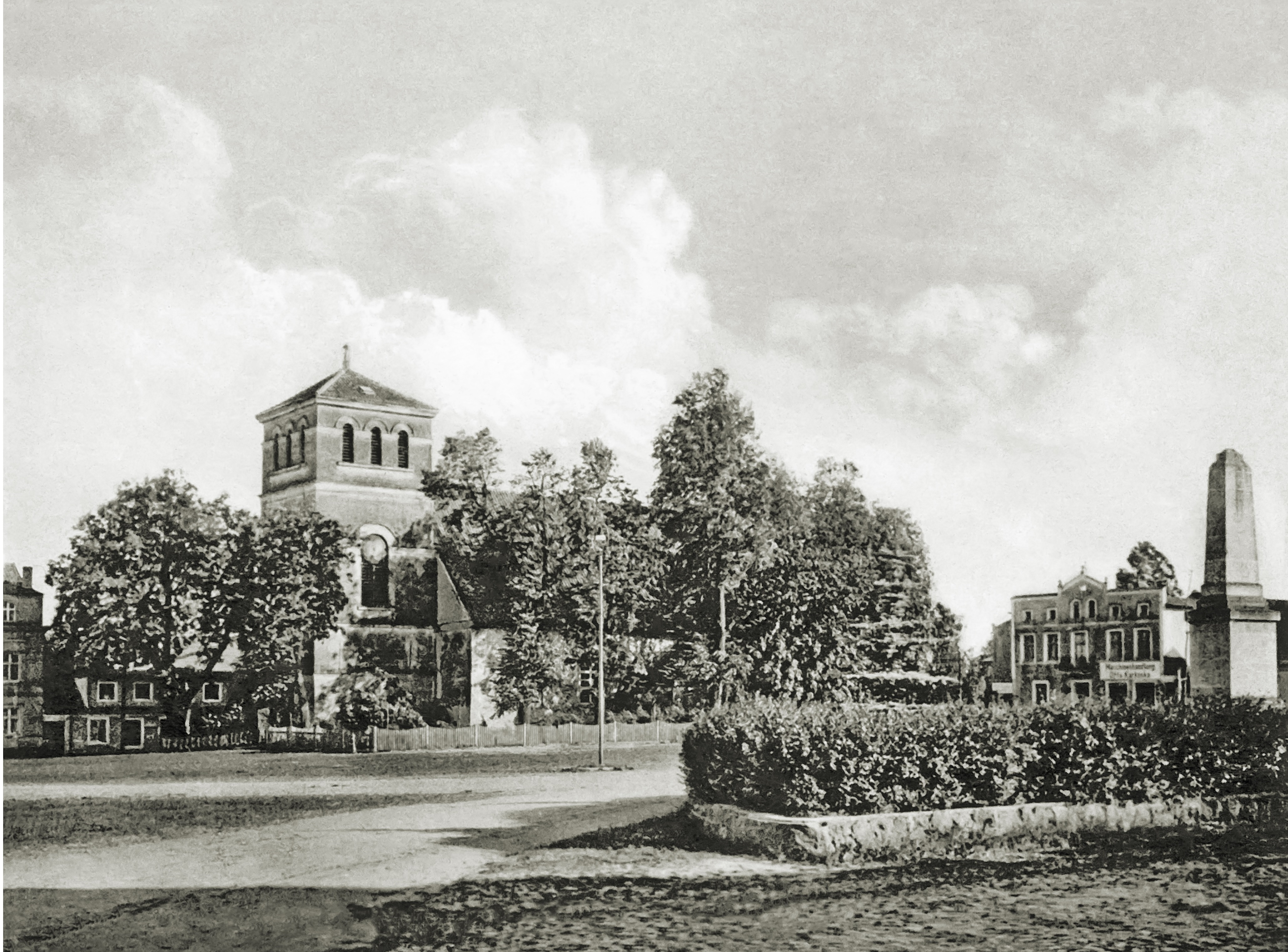
Kirche in Bialla ca. 1920er Jahre

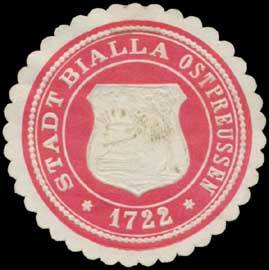
Siegelmarke Biallas mit Referenz zur Erhebung zur Stadt 1722

Eine erneute Dezimierung brachte die Große Pest (Preußen) mit sich. 315 Menschen starben in Bialla an der Seuche. Trotzdem war die Wirtschaftskraft des Ortes in der Lage, die Weiterentwicklung voranzutreiben, sodass der preußische König Friedrich Wilhelm I. Bialla 1722 zur Stadt erhob. Das königliche Siedlungsprogramm sorgte zudem dafür, dass neue Einwohner, hauptsächlich Handwerker, hinzuzogen. Nachdem bereits in den Jahren von 1756 bis 1763 ein neues Kirchengebäude errichtet worden war, ging man nach der Stadtgründung daran, einen 1,65 Hektar großen Marktplatz und ein gitterförmiges Straßennetz anzulegen sowie ein neues Rathaus zu erbauen. Während des Siebenjährigen Krieges war Bialla von 1758 bis 1762 von russischen Truppen besetzt. Von 1764 bis 1800 war Bialla preußische Garnisonsstadt.
Im Krieg gegen Napoleon machte die russische Armee 1807 Bialla für neun Tage zu ihrem Hauptquartier. Nach der Schlacht bei Friedland besetzten im Juni 1807 französische und polnische Truppen die Stadt und erlegten ihr die hohen Stationierungskosten auf. Außerdem schleppten die Soldaten viele Krankheiten ein, an denen zahlreiche Einwohner starben. Nach dem Sieg über Napoleon organisierte Preußen seine Territorialverwaltung neu. Bialla wurde 1818 dem Kreis Johannisburg im Regierungsbezirk Gumbinnen zugeordnet. Als Gericht entstand das Stadt- und Amtsgericht Bialla, ab 1824 Land- und Stadtgericht Bialla. Ab 1849 bestand die Gerichtskommission Bialla des Kreisgerichts Johannisburg, bevor 1879 das Amtsgericht Bialla eingerichtet wurde.
1885 erfolgte der Anschluss an die Eisenbahnstrecke von Johannisburg nach Lyck. Es lebten jetzt etwa 1.700 Einwohner in der Stadt, unter ihnen rund 700 polnischsprachige.

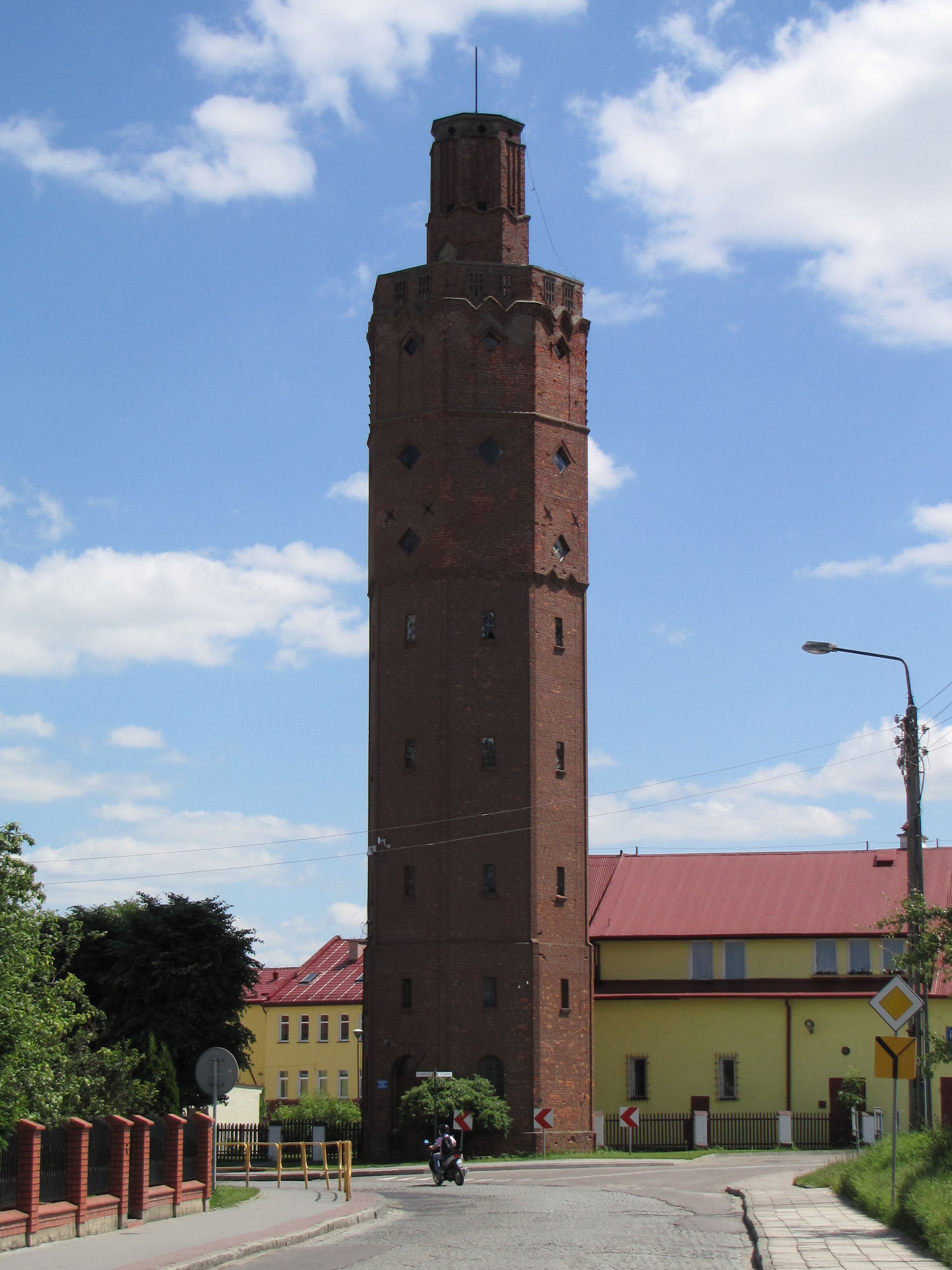
Alter Wasserturm aus deutscher Zeit

Während des Ersten Weltkriegs kam es in der Nähe der Stadt zu einem Gefecht zwischen deutschen und russischen Truppen. Anschließend drangen die Russen in die Stadt ein und plünderten die Bevölkerung aus. Bei der durch den Versailler Vertrag vorgeschriebenen Volksabstimmung im Abstimmungsgebiet Allenstein am 11. Juli 1920 sprachen sich die 1.440 Einwohner für die Zugehörigkeit zu Deutschland aus, auf Polen entfiel keine Stimme.
In den Jahren 1927 und 1928 wurden ein neues Amtsgerichtsgebäude und ein Wasserwerk gebaut. Im Zuge des nationalsozialistischen Germanisierungsprogramms, zu dem auch die Umbenennung nicht deutsch genug klingender Ortsnamen gehörte, wurde Bialla 1938 in Gehlenburg umbenannt. Zur Volkszählung 1939 wurden 2.623 Einwohner ermittelt. Sie verließen fast alle vor der anrückenden sowjetischen Front ihre Stadt, die am 23. Januar 1945 von der Roten Armee eingenommen wurde. Da dies kampflos geschah, gab es keine Zerstörungen. Dann überfielen jedoch Polen die nahezu leer stehende Stadt, zündeten sie an und brachten die wenigen zurückgebliebenen Deutschen um.
Wenige Wochen nach der Besetzung durch die sowjetischen Streitkräfte wurde Gehlenburg zusammen mit der südlichen Hälfte Ostpreußens unter polnische Verwaltung gestellt. Es wanderten nun Polen aus Gebieten östlich der Curzon-Linie zu, die im Rahmen der „Westverschiebung Polens“ an die Sowjetunion gefallenen waren.

### Demographie
| Jahr | Einwohnerzahl | Anmerkungen |
| ---- | ------------- | --- |
| 1782 | 0795          | ohne Garnison (eine Schwadron Husaren) |
| 1802 | 0849          | [ 3 ] |
| 1810 | 0977          | [ 3 ] |
| 1816 | 0967          | davon 932 Evangelische und 35 Katholiken |
| 1818 | 0935          | [ 4 ] |
| 1821 | 1013          | in 110 Privatwohnhäusern |
| 1831 | 1120          | zum größeren Teil ethnisch polnische Bevölkerung |
| 1867 | 1604          | am 3. Dezember |
| 1871 | 1637          | am 1. Dezember, davon 1559 Evangelische, zwölf Katholiken, drei sonstige Christen und 63 Juden; 710 Polen |
| 1885 | 1819          | (ca. 700 mit polnischer Muttersprache) |
| 1900 | 1916          | [ 9 ] |
| 1910 | 2149          | am 1. Dezember, davon 1844 Evangelische, 46 Katholiken, 33 sonstige Christen und 37 Juden (1710 mit deutscher, 88 mit polnischer und 162 mit masurischer Muttersprache, 189 Einwohner benutzen die deutsche und eine andere Sprache) |
| 1925 | 2228          | [ 12 ] |
| 1933 | 2448          | [ 8 ] |
| 1939 | 2623          | [ 8 ] |

| Jahr      | 2004 | 2019 |
| --------- | ---- | ---- |
| Einwohner | 4036 | 4024 |

### Religion

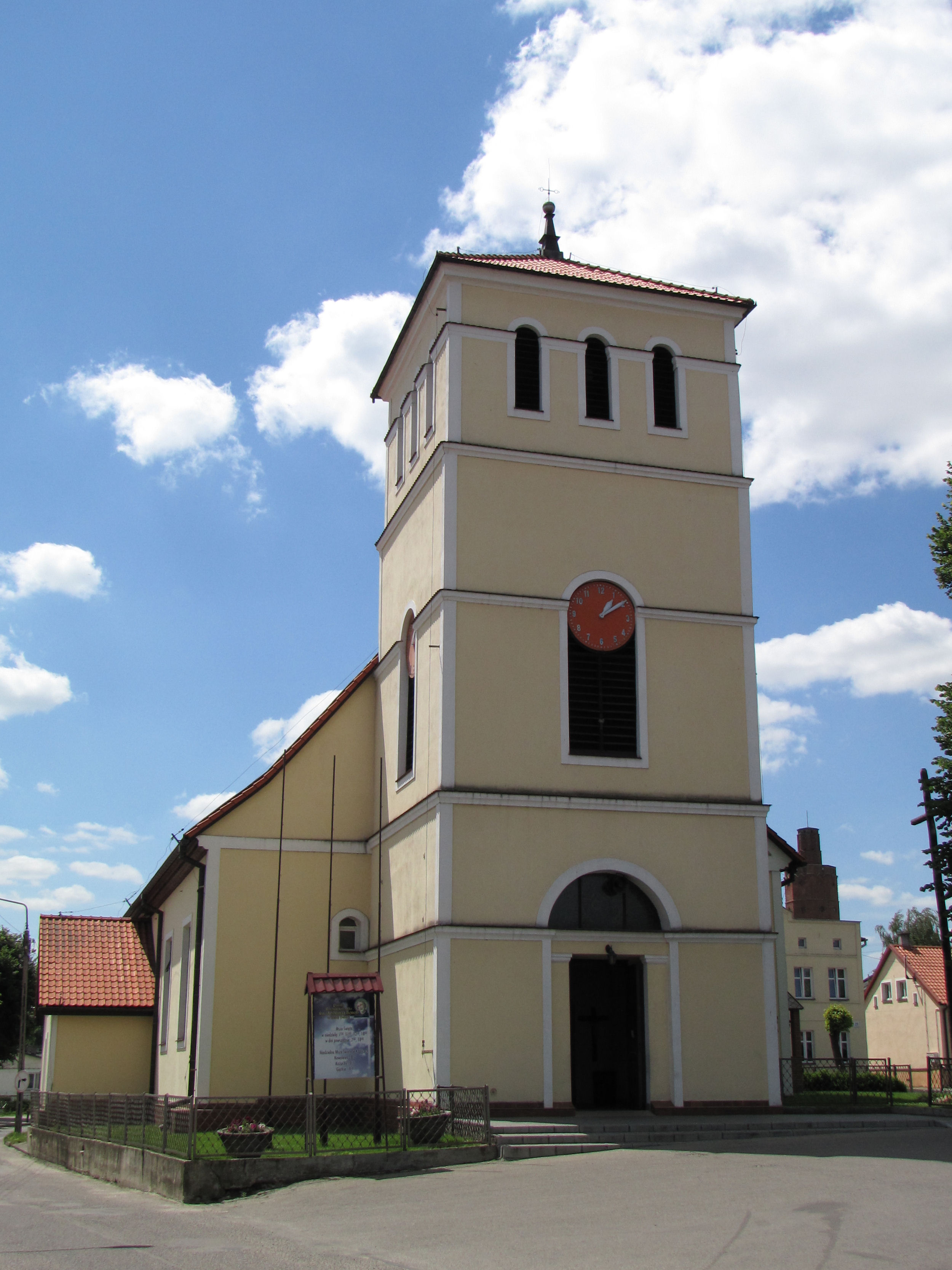
Die früher evangelische, heute katholische Pfarrkirche in Biała Piska

Bereits in vorreformatorischer Zeit war Bialla ein Kirchdorf. Bis in die Mitte des 18. Jahrhunderts stand hier ein Gotteshaus in Holzbauweise, das abgerissen werden musste.

#### Evangelische Kirche
In Bialla hielt die Reformation schon sehr früh Einzug. Vor 1531 amtierte hier bereits ein lutherischer Pfarrer. In den Jahren 1756 bis 1763 entstand unter Pfarrer Ephraim Ebel die heute noch erhaltene Kirche als verputzter Feldsteinbau mit einem von Karl Friedrich Schinkel entworfenen 1832 vorgesetzten Turm. Kanzel und Altar – um 1630 entstanden – wurden 1765 zu einem Kanzelaltar vereinigt. Im gleichen Jahr erhielt die Kirche eine Orgel. 1921 wurden drei Glocken angeschafft.
Bis 1715 gehörte die Pfarrei Bialla zur Inspektion Lyck (heute polnisch: Ełk), danach kam sie bis 1945 zum Kirchenkreis Johannisburg (Pisz) in der Kirchenprovinz Ostpreußen der Evangelischen Kirche der Altpreußischen Union. Im Jahr 1925 gehörten 5911 Gemeindeglieder zum Kirchspiel Bialla, dessen Bereich sich über 19 Orte und Ortschaften hinzog. Letzter deutscher Geistlicher war Pfarrer Heinrich Heldt. Er war ein profilierter Gegner des Nationalsozialismus und Mitglied der Bekennenden Kirche. Trotz mehrfachen Gefängnisaufenthaltes konnte er bis zum Einmarsch der Roten Armee im Jahre 1945 seine Gemeinde betreuen. In den Wirren des Krieges sind er und seine Frau umgekommen. An ihn erinnert das Heinrich-Heldt-Haus, das Gemeindehaus mit eingebauter Kapelle der jetzigen evangelisch-lutherischen Gemeinde in Biała Piska, direkt hinter dem Rathaus im Zentrum der Stadt. Die ehemalige evangelische Pfarrkirche wurde gleich nach dem Krieg der katholischen Kirche übereignet. Biała Piska ist heute – wie Ełk (Lyck) und Wejsuny (Weissuhnen) – eine Filialgemeinde der Pfarrei in Pisz (Johannisburg) in der Diözese Masuren der Evangelisch-Augsburgischen Kirche in Polen.

#### Katholische Kirche

##### Pfarrgemeinde Biała Piska
Die Mehrheit der Bevölkerung Biała Piskas ist heute katholischer Konfession. Das Kirchengebäude wurde zugunsten der katholischen Kirche enteignet und ist jetzt dem Andreas Bobola geweiht. Die alte Innenausstattung ging bis auf ein Kruzifix verloren. Im Jahre 2006 wurde die Fassade des Gebäudes renoviert.

##### Dekanat Biała Piska
Biała Piska ist heute Zentrum des gleichnamigen Dekanats im Bistum Ełk (Lyck) der Katholischen Kirche in Polen.
Zum Dekanat gehören acht Pfarrgemeinden: St.-Andreas-Bobola-Kirche Biała Piska, Kirche der Gottesmutter von Częstochowa Drygały (Drygallen, 1938–1945 Drigelsdorf), Mariä-Geburt-Kirche Kumielsk (Kumilsko, 1938–1945 Morgen), Marienkirche Okartowo (Eckersberg), Herz-Jesu-Kirche Orzysz (Arys), Marienkirche Orzysz, St.-Stephans-Kirche Rożyńsk Wielki (Groß Rosinsko, 1938–1945 Großrosen) und Christkönigskirche Skarżyn (Skarzinnen, 1938–1945 Richtenberg).

## Sehenswürdigkeiten

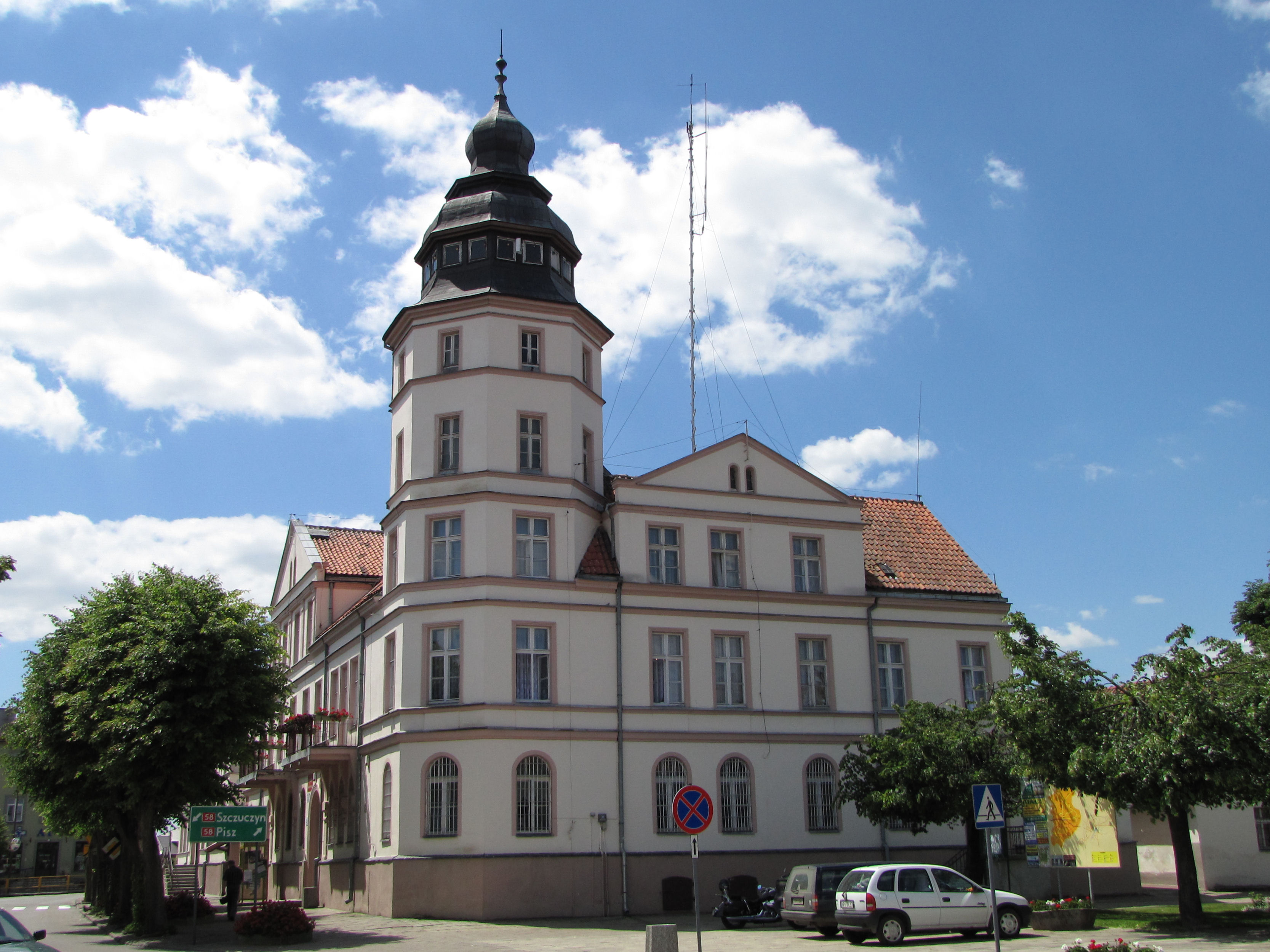
Rathaus von Biała Piska

- Die Pfarrkirche St. Andreas Bobola wurde 1756–63 im Barockstil errichtet, der Frontturm 1832 nach einem Entwurf Karl Friedrich Schinkels hinzugefügt.
- Der Wasserturm und der Bahnhof stammen aus der Zeit um 1900.

## Gemeinde
Zur Stadt-und-Land-Gemeinde (gmina miejsko-wiejska) Biała Piska mit einer Fläche von 420 km² gehören die Stadt selbst und 47 Dörfer mit Schulzenämtern.

## Verkehr
Durch das Gemeindegebiet verläuft die verkehrstechnisch bedeutende Landesstraße 58, die in West-Ost-Richtung von Olsztynek (Hohenstein) bis nach Szczuczyn in der Woiwodschaft Podlachien verläuft. Die von Ełk (Lyck) kommende Woiwodschaftsstraße 667 durchquert die Gemeinde in Nord-Süd-Richtung und endet in Biała Piska.
Biała Piska hat eine Bahnstation an der Bahnstrecke Olsztyn–Ełk.
Die nächstgelegenen Flughäfen sind die in Danzig und Warschau, von denen Anschluss an den internationalen Luftverkehr besteht.

## Persönlichkeiten
- Julius Rimarski (1849–1935), Superintendent in Sensburg
- Walther Tomuschat (1866–1914), Lehrer und Schulbuchautor
- Walther Rimarski (1874–1963), Chemiker
- Herbert Neumann (1888–1976), Verwaltungsjurist.